# Длиннохвостый ширококлюв
Длиннохво́стый ширококлю́в, или длиннохвостый рогоклюв (лат. Psarisomus dalhousiae) — птица семейства рогоклювых.

## Описание
Длина тела 28 см, вес 50—60 г. Небольшая птица с длинным хвостом, большой головой и коротким, широким клювом и короткими лапами. Оперение преимущественно зелёного цвета, чёрная шапочка, голова жёлто-зелёного цвета, жёлтый зоб и белая полоска на шее. Хвост синий. 
Взрослые длиннохвостые ширококлювы имеют ярко-жёлтое горло и лицо, где жёлтое пятно простирается с каждой стороны затылка. Жёлтые перья спускаются вниз, образуя тонкую полоску на шее. Тонкий слой бледно-жёлтых / беловатых перьев покрывает жёлтое пятно под горлом. У некоторых даже подбородок имеет бледно-жёлто-зелёный оттенок. Есть похожая на шлем чёрная кепка с гладкой синей нашивкой на макушке и синей нашивкой поменьше сзади на шее. Перья на спине, брюшке и верхней части крыльев ярко-зелёные, образованные сочетанием пигментного и структурного цвета. Нижняя часть крыльев светло-зелёного или голубовато-зелёного цвета. Первичные перья чёрные.

## Местообитание
Ареал длиннохвостого ширококлюва простирается от восточных Гималаев через Юго-Восточную Азию до Борнео и Суматры. Он обитает в горных джунглях, субтропических лесах, в бамбуковых чащах, а также во вторичных лесах.

## Питание
Это общительная птица, которая летает вне периода гнездования маленькими группами по лесам. Питается насекомыми, которых ловит либо в полёте, либо в кроне деревьев.

## Размножение
Крупное, грушевидное, висящее на ветвях гнездо из веток и трав имеет боковой вход. В кладке от 5 до 6 яиц. Оба родителя участвуют в строительстве гнезда и высиживании птенцов.